# Padidan
Padidan (en ourdou : پڈعیدن) est une ville pakistanaise située dans le district de Naushahro Feroze, dans le centre de la province du Sind. C'est la sixième plus grande ville du district. Elle est située à près de 15 kilomètres à l'est de la ville de Naushahro Feroze.
La population de la ville a été multipliée par plus de trois entre 1972 et 2017, passant de 8 342 habitants à 25 301. Selon le recensement de 2023, la population de la ville monte à 27 092 habitants.
|            | 1972 (rec.) | 1981 (rec.) | 1998 (rec.) | 2017 (rec.) | 2023 (rec.) |
| ---------- | ----------- | ----------- | ----------- | ----------- | ----------- |
| Population | 8 342       | 13 266      | 17 641      | 25 301      | 27 092      |